# سپاه پزشکی ارتش سلطنتی
سپاه پزشکی ارتش سلطنتی (انگلیسی: Royal Army Medical Corps) سپاه خدمات و پشتیبانی پزشکی زیرمجموعه نیروی زمینی بریتانیا است، که در سال ۱۸۹۸ تأسیس شد.